# Gustav Franke
Gustav Franke (Grottkan Schesein, 4 december 1937) is een voormalig Duits internationaal trialrijder. Franke was wereldkampioen trial in 1965 en 1966 toen het kampioenschap nog bekend was als de Challenge Henri Gouthars.

## Biografie
Gustav Franke was de meest succesvolle trialrijder van Duitsland in de jaren 1960. Hij won zijn eerste nationale titel in 1962 en verdedigde deze in 1963.
Franke nam deel aan de eerste editie van de Challenge Henri Gouthars in 1964, waarin hij als tweede eindigde achter de Britse Greeves rijder Don Smith. Franke had de eerste wedstrijd in België gewonnen, maar de Franse en Duitse wedstrijden werden door Smith gewonnen waarmee die het kampioenschap won. Op nationaal niveau was Franke dat jaar wel opnieuw kampioen. 
In 1965 won Franke wel de wereldtitel, voor zijn Zündapp-ploeggenoot Andreas Brandl. Hij prolongeerde de titel in 1966, ditmaal ten koste van Don Smith. In beide jaren won hij ook het Duits kampioenschap.
In 1967 streden Smith en Franke opnieuw tegen elkaar, ditmaal ging de titel naar de Engelsman, die 10 punten voor Franke eindigde in het eindklassement.
De Challenge Henri Gouthars werd in 1968 omgedoopt naar het FIM Europees kampioenschap, en werd toen gewonnen door de Ier Sammy Miller met Bultaco, waarbij Franke als goede tweede eindigde. Franke nam deel aan Europese kampioenschappen tot hij in 1971 stopte met de internationale motorsport. Het Duits kampioenschap bleef hij prolongeren gedurende 1967, 1968 en 1969 tot hij in 1970 de titel moest laten aan Ludwig Terne, maar Franke wist de Duitse titel nog eenmaal te winnen in 1971.

## World Trials Championship
| Jaar | Team    | 1     | 2      | 3     | 4     | 5     | 6     | 7     | 8     | 9     |  | Punten | Klassement |
| ---- | ------- | ----- | ------ | ----- | ----- | ----- | ----- | ----- | ----- | ----- |  | ------ | ---------- |
| 1964 | Zündapp | BEL 1 | FRA 5  | GER 3 |       |       |       |       |       |       |  | 61     | 2e         |
| 1965 | Zündapp | FRA 1 | BEL 1  |       |       |       |       |       |       |       |  | 50     | 1e         |
| 1966 | Zündapp | GER 1 | FRA 13 | BEL 2 |       |       |       |       |       |       |  | 55     | 1e         |
| 1967 | Zündapp | SWI 3 | BEL 3  | GER 3 | FRA 2 |       |       |       |       |       |  | 82     | 2e         |
| 1968 | Zündapp | SWI 4 | GER 2  | BEL 4 | FRA 5 | GBR 2 |       |       |       |       |  | 15     | 2e         |
| 1969 | Zündapp | SWI 5 | FRA -  | GER 1 | BEL 6 | GBR - | SWE - |       |       |       |  | 26     | 4e         |
| 1970 | Zündapp | GER 7 | FRA -  | GBR - | BEL - | IRL - | SPA - | FIN - | SWE - | POL - |  | 4      | 28e        |
| 1971 | Zündapp | GER 2 | GBR -  | BEL - | IRL - | FRA 6 | SPA - | SWI - | FIN - | SWE - |  | 17     | 9e         |

## Palmares
- Duits trialkampioen 1962, 1963, 1964, 1965, 1966, 1967, 1968, 1969, 1971
- Challenge Henri Gouthars gewonnen 1965, 1966